# Epištolní strana
Epištolní strana (z lat. epistola – „dopis“) je označení pro pravou – čili obvykle jižní (u tzv. orientovaných kostelů, jichž je většina) – stranu chrámové lodi při pohledu od vchodu směrem k presbytáři. Jejím opakem je strana evangelní nebo evangelijní.

## Charakteristika
Tento výraz se objevuje ve starších popisech kostelů a vychází z liturgické praxe tridentské mše, při které se první biblické čtení, vzaté nejčastěji z apoštolských listů Nového zákona (epištol), čte na pravé straně oltáře (z pohledu od vchodu), zatímco druhé čtení, vyňaté vesměs z evangelia, na levé. Při dnes obvyklejší mši Pavla VI. se všechna liturgická čtení čtou z jednoho místa, označovaného jako ambon. Výhodou tohoto označení ve srovnání s prostým pravá/levá strana lodi je, že není závislé na tom, zda se díváme směrem k presbytáři či směrem ke vchodu.